# سفارة مالطا في بولندا
سفارة مالطا في بولندا هي أرفع تمثيل دبلوماسي لدولة مالطا لدى بولندا. تقع السفارة في وهي تهدف لتعزيز المصالح المالطية في بولندا.

## وصلات خارجية
- الموقع الرسمي
- قائمة سفارات مالطا
- قائمة السفارات في بولندا